# جمیل بن دراج
جمیل بن دراج، از اصحاب اجماع بوده‌است که نزد جعفر صادق، موسی کاظم و علی بن موسی الرضا بوده‌است. وی از راویان مورد اعتماد شیعه است که ۵۷۰ روایت از وی در کتب اربعه گزارش شده‌است.

## سرگذشت
از تاریخ تولد جمیل بن دراج، اطلاعاتی در دست نیست. وی در دوران زندگانی خود، جعفر صادق، موسی کاظم و علی بن موسی الرضا را درک کرده‌است. خاندانش مقیم کوفه بوده‌اند. وی را نخعی نیز می‌خوانند چرا که با قبیله نخع، پیوند حمایتی داشته‌است. پدر وی ابوالصبیح دراج نام داشت که شغلش بقالی بود. برادر وی (نوح بن دراج) نیز از راویان ثقه در شیعه محسوب می‌شود. وی پس از مرگ موسی کاظم، در امامت علی بن موسی الرضا تردید کرد و به واقفیه پیوست؛ اما پس از مدتی، با مشاهده نشانه‌های امامت در علی بن موسی الرضا، به امامت وی باور پیدا کرد. جمیل در آواخر عمر نابینا شد و در عصر علی بن موسی الرضا از دنیا رفت.

## در رجال و حدیث
تمامی کتب رجالی، وی را به توثیق گزارش کرده‌اند. در کتب رجال صفاتی چون ثقه، شیخ و وجه الطائفه به او داده می‌شوند که نشانه عظمت جایگاه اوست. کشی او را به عنوان یکی از اصحاب اجماع گزارش کرده‌است که تمام علماء امامیه وی را توثیق کرده‌اند. با این حساب جمیل، بالاترین درجه اعتبار در رجال حدیثی شیعه را داراست. از وی ۵۷۰ روایت در کتب اربعه نقل شده‌است. بیشتر روایاتی که از او گزارش شده در موضوع عقائد و اخلاق اسلامی است. از وی روایاتی در ابواب مختلف فقهی گزارش شده که بیانگر دانش گسترده فقهی او می‌باشد. او نزدیک به سیصد روایت را مستقیماً از محمدباقر، جعفر صادق و موسی کاظم روایت کرده‌است. وی از اصحاب امامان شیعه نیز نقل روایت داشته‌است که برخی از آنها عبارتند از زراره بن اعین، محمد بن مسلم، فضیل بن یسار، ابوبصیر و عبدالله بن بکیر. وی در نقل روایت، از اصحاب خاص امامان شیعه بوده‌است و مورد اعتماد آنان بوده‌است.
جمع بسیاری از وی نقل روایت کرده‌اند؛ برخی از آنها عبارتند از: محمدبن اَبی‌عُمَیرِ اَزْدی، علی‌بن حَدید، احمد بن محمد بن اَبی‌نَصْر بَزَنْطی، جعفر بن محمد بن حکیم و فضاله بن ایوب.

## تالیفات
از وی سه تألیف گزارش شده‌است:
- اصل جمیل بن دراج
- کتابی مشترک با مرازم بن حکم ازدی
- کتابی مشترک با محمد بن حمران